# Carlos Eduardo Ferreira de Souza
Carlos Eduardo Ferreira de Souza (Nerópolis, 10 ottobre 1996) è un calciatore brasiliano, attaccante del Mirassol.

## Caratteristiche tecniche
È un'ala destra.

## Carriera
Cresciuto nel settore giovanile del Goiás, ha esordito in prima squadra il 5 febbraio 2015 disputando l'incontro di Campionato Goiano vinto 3-1 contro il CRAC.

## Statistiche
Statistiche aggiornate al 15 maggio 2019.

### Presenze e reti nei club
| Stagione        | Squadra         | Campionato      | Campionato | Campionato | Coppe nazionali | Coppe nazionali | Coppe nazionali | Coppe continentali | Coppe continentali | Coppe continentali | Altre coppe | Altre coppe | Altre coppe | Totale | Totale | Totale |
| Stagione        | Squadra         | Comp            | Pres       | Reti       | Comp            | Pres            | Reti            | Comp               | Pres               | Reti               | Comp        | Pres        | Reti        | Pres   | Reti   |        |
| --------------- | --------------- | --------------- | ---------- | ---------- | --------------- | --------------- | --------------- | ------------------ | ------------------ | ------------------ | ----------- | ----------- | ----------- | ------ | ------ | ------ |
| 2015            | Goiás           | PD/GO+A         | 7+16       | 1+2        | CB              | 1               | 0               | CS                 | 1                  | 0                  |             | -           | -           | 25     | 3      |        |
| 2016            | Goiás           | PD/GO+B         | 16+25      | 5+4        | CB              | 2               | 1               |                    | -                  | -                  |             | -           | -           | 43     | 10     |        |
| 2017            | Goiás           | PD/GO+B         | 17+37      | 2+9        | CB              | 5               | 1               |                    | -                  | -                  |             | -           | -           | 59     | 12     |        |
| 2018            | Goiás           | PD/GO+B         | 11+12      | 1+2        | CB              | 7               | 2               |                    | -                  | -                  |             | -           | -           | 30     | 5      |        |
| Totale Goiás    | Totale Goiás    | Totale Goiás    | 151        | 27         |                 | 15              | 4               |                    | 1                  | 0                  |             | -           | -           | 167    | 31     |        |
| 2018-2019       | Pyramids        | PL              | 10         | 1          | CE              | 0               | 0               | -                  | -                  | -                  | -           | -           | -           | 10     | 1      |        |
| 2019            | Palmeiras       | A1/SP+A         | 9+1        | 1+0        | CB              | 0               | 0               | CL                 | 0                  | 0                  |             | -           | -           | 10     | 1      |        |
| Totale carriera | Totale carriera | Totale carriera | 161        | 28         |                 | 15              | 4               |                    | 1                  | 0                  |             | -           | -           | 177    | 32     |        |